# エシロール
エシロール（仏: Essilor International S.A）は、フランスの光学製品メーカー。
世界的に有名な遠近両用メガネレンズのブランド・バリラックス（Varilux）の製造などで知られる。
2018年10月、イタリアの眼鏡メーカーであるルックスオティカと経営統合を行い、新たに設立された持株会社「エシロールルックスオティカ」の傘下となった。
日本では2000年にニコンとの合弁でニコン・エシロール株式会社を設立しており、「ニコン」「バリラックス」両ブランドのレンズの製造・販売を行っている。